# オーディン (装甲艦)

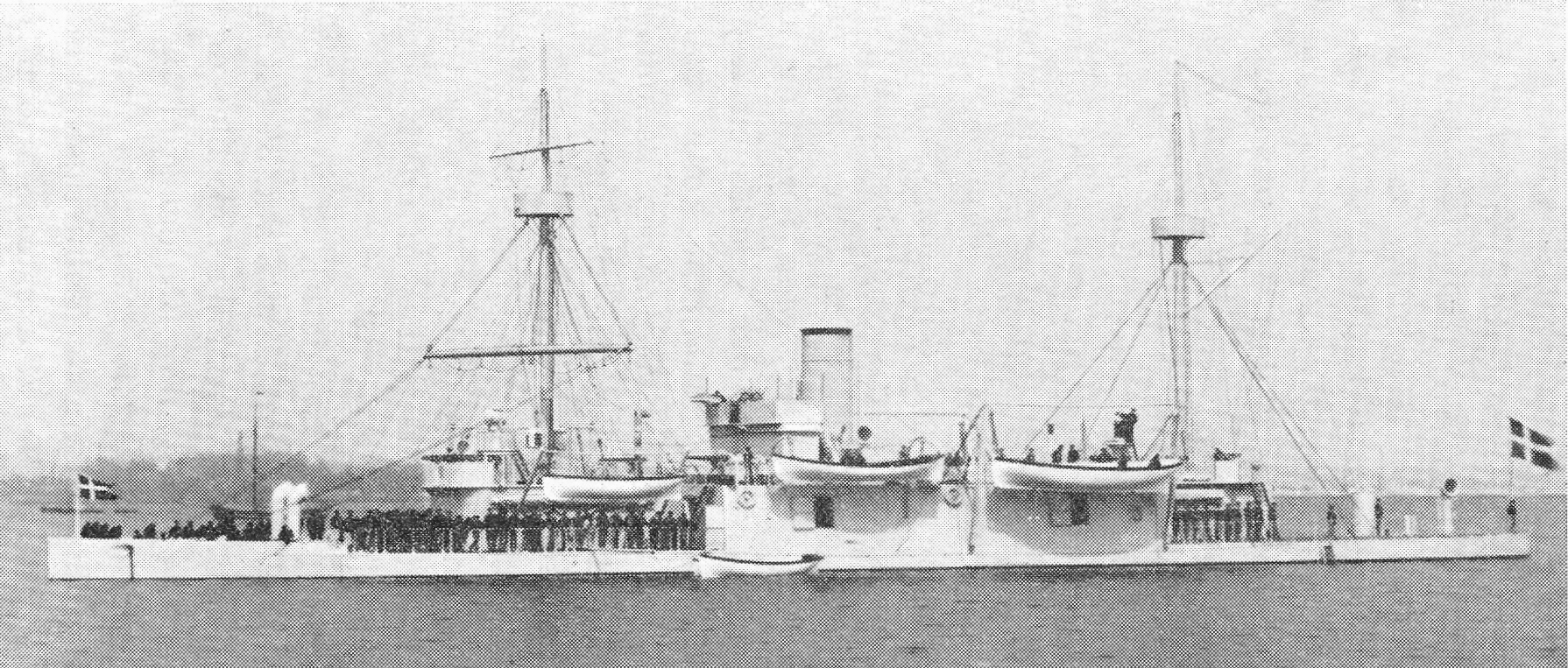
「オーディン」

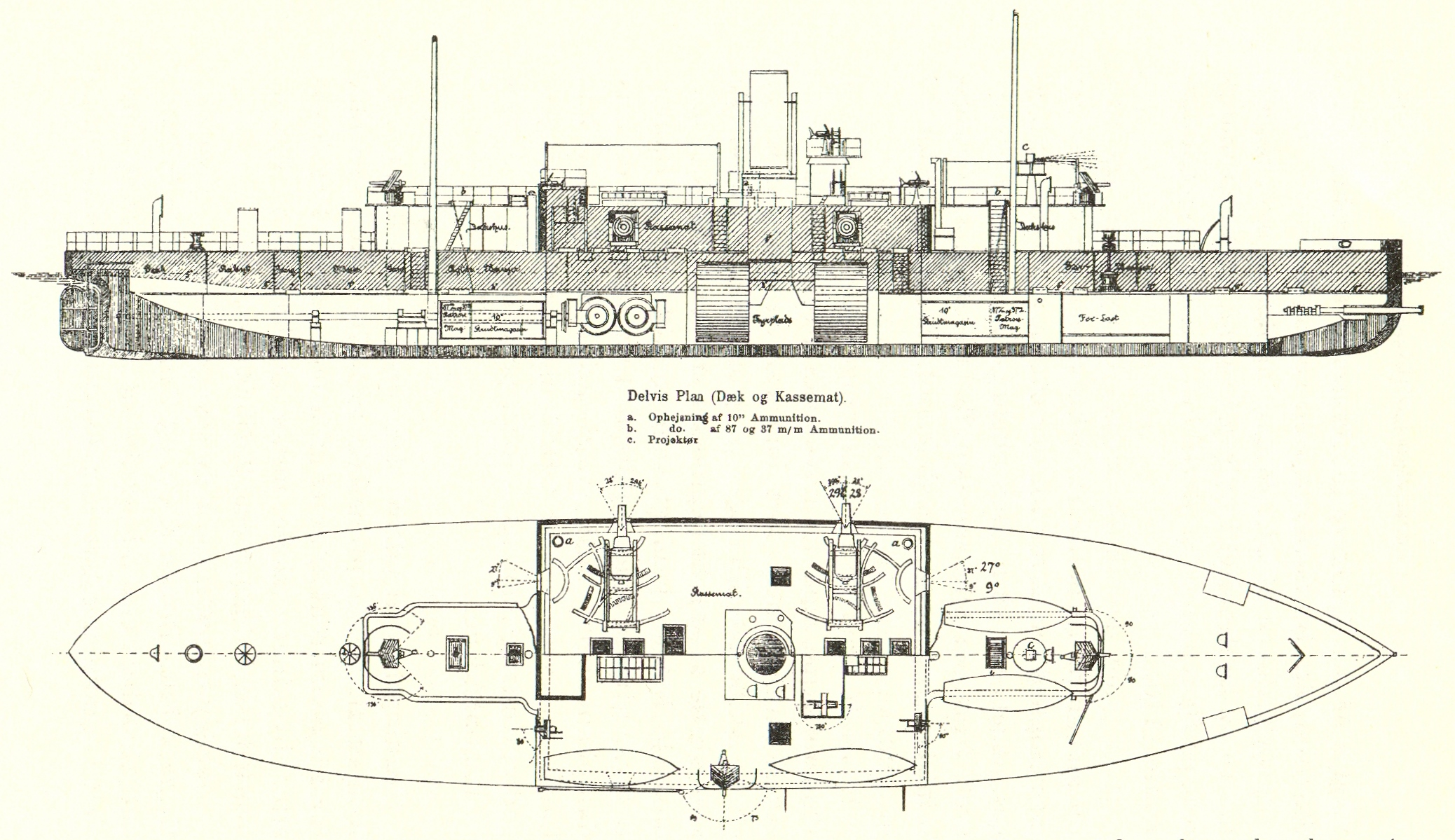
「オーディン」の図面

オーディン (Odin) はデンマーク海軍の艦艇。正式な類別は浮砲台 (flydende batteri)。後に装甲砲台 (pandserbatteri)、次いで装甲艦 (pandserskib, panserskib) とされ、予備役となった後の時期には装甲守備艦 (pansrede defensionsskib) に類別されている。低乾舷の船体中央部に直方体の装甲砲廓が設置された艦で、中央砲廓艦の一種ともいえる。艦名は北欧神話のオーディンにちなむ。
1871年4月13日、コペンハーゲン海軍工廠で起工。1872年12月12日進水。1874年9月7日竣工。
鉄製船体で、排水量3041トン、全長73.44メートル、最大幅14.75メートル、吃水4.9メートルであった。1898年から1899年の近代化改装後には排水量3181トン、吃水5.0メートルとなっている。
砲廓には計8か所の砲眼孔があり、内部にはアームストロング14.5口径120ポンド10インチ376ctr前装施条砲が各隅に1門ずつ、計4門搭載された。砲の射程は4500メートル、発射速度は6分に1発であった。近代化改装で16口径25cm後装施条砲となり、尾栓機構の強度問題から射程は4000メートルに低下したが、発射速度は2分に1発となった。また、被弾時に砲が全滅する可能性を考え、砲廓内が32mmの鋼板で区切られた。他に、砲廓の各隅が斜めとなり、そこに砲眼孔が設けられる形に変えられた。これによって140度あった死角がなくなったが、砲2門を指向可能な範囲が減少した。
主砲の他にはフィンスポング4ポンド9ctr前装施条砲6門を搭載した。1883年にこれに代わってクルップ24口径3インチ後装砲4門または6門が搭載され、さらに1889年にはクルップ24口径87mm速射砲4門に換装された。他に1881年にホチキス37mm5砲身回転機砲6門が搭載され、また曳航水雷を搭載していた時期もある。1890年代初めには前檣と後檣のファイティングトップにノルデンフェルト0.45インチ5銃身機銃2挺を搭載。これは1895年にマキシム8mm機銃2挺に換装され、また1898年にはマキシム37mm機銃2門を搭載した。
機関はブアマイスタ＆ウェーイン社製の水平タンデム2段膨張式トランク機関2基、角缶4基で、出力2300指示馬力。2軸推進で、速力12.0ノットであった。石炭搭載量は177トンで、航続距離は9ノットで1200浬。
装甲は、艦全体にわたる水線装甲帯は厚さ203mmから127mm、砲廓は側面が203mmで上部は13mm、甲板は砲廓外が25mmで砲廓内が13mm、司令塔側面は203mmであった。
艦首には衝角として格納式の鉄の棒が装備されていて、突出時の長さは1メートルほどであった。これは実用性に欠け、1892年に通常の衝角に変えられた。
1912年6月12日に除籍され、オランダのティデマン社に売却された。